# Bruno Nicolè
Bruno Nicolè (24. februar 1940 - 26. november 2019) var en italiensk fodboldspiller (angriber). 
Nicolè tilbragte hele sin karriere i hjemlandet, hvor han blandt andet spillede seks sæsoner hos Juventus. Han vandt tre italienske mesterskaber og to Coppa Italia-titler med klubben. Han var også tilknyttet hovedstadsklubben AS Roma, som han vandt én pokaltitel med. 
Nicolè spillede desuden otte kampe og scorede to mål for det italienske landshold.

## Titler
Serie A
- 1958, 1960 og 1961 med Juventus

Coppa Italia
- 1959 og 1960 med Juventus
- 1964 med Roma